# Mathilde van Ringelheim
Mathilde van Saksen (c. 895 - Quedlinburg, 14 maart 968), was van Saksische adel en heerste door een strategisch huwelijk met de Duitse graaf van Saksen en later koning Hendrik I de Vogelaar, over grote grondgebieden in het huidige Duitsland als eerste koningin van het Ottonische Rijk.  Ze is heilig verklaard door de Rooms-katholieke kerk. Ze was een afstammelinge van Widukind, de Saksische leider die rond 777 een opstand leidde tegen Karel de Grote. Door een actieve huwelijkspolitiek, mogelijk door haar diplomatieke kundigheid en haar machtige positie, werden voor alle kinderen uitstekende huwelijksovereenkomsten gesloten. Ze werd toendertijd daarom gezien als  "schoonmoeder van Europa".
Haar ouders waren de West-Saksische graaf Diederik van Westfalen en Reginhilde, die van Friese en Deense afkomst was. Ze werd opgevoed door haar grootmoeder Mathilde, de abdis van het klooster van Herford en trouwde in 909 met Hendrik I in zijn kasteel te Wallhausen. Ze bracht grote landgoederen in de regio Erford en Henger in.
Mathilde baarde 5 kinderen die door haar werk allen hoge posities kregen:
- Otto I de Grote, koning en keizer van het Heilige Roomse Rijk,
- Bruno de Grote, aartsbisschop van Keulen,
- Hendrik I van Beieren
- Gerberga van Saksen, die huwde met Lodewijk IV van Frankrijk en
- Hedwig, moeder van Hugo Capet.

Hendrik I overleed in 936 en liet haar al zijn bezittingen na in Quedlinburg, Pöhlde, Nordhausen, Grone, en Duderstadt. Na zijn dood probeerde ze haar zoon Hendrik opvolger van haar man te laten worden, maar zonder succes. Het conflict werd opgelost toen Hendrik hertog van Beieren werd door haar ingrijpen. In 939 steunde ze Hendriks opstand tegen Otto, maar bemiddelde ook de verzoening in 941. Niet veel later werd Mathilde door Otto naar een klooster verbannen omdat ze de koninklijke schatkist zonder toestemming zou hebben gebruikt voor kloosterstichtingen en goede werken. Op voorspraak van haar schoondochter Edith mocht ze weer terugkeren aan het hof. Ze bleef actief in liefdadigheidswerk en stichtte meerdere kloosters en abdijen, zoals de abdij van Quedlinburg (936) en het klooster van Nordhausen. Ook was ze lekenabdis van de abdij van Nijvel. Haar bezittingen, of een deel daarvan, werden volgens de huwelijksoorkonde van keizerin Theophanu in 972 aan deze Byzantijnse prinses geschonken toen ze trouwde met Otto II.
Ze overleed in het paleis van Quedlinburg in 968. Net als haar man is ze begraven in de abdij van Quedlinburg.
Zij is patroonheilige van ouders en grote gezinnen en haar feestdag is op 14 maart.